# Pachyramphus castaneus
Pachyramphus castaneus là một loài chim trong họ Tityridae.